# エラアダ
エラアダ(Ela ada)またはアダ(Ada)とは、インドの菓子で、ケララ州の伝統料理である。米粉でできた生地で甘い具材を包み、これをバナナの葉で蒸す。夕方の軽食や朝食の一部として食べられており、タミル・ナードゥ州の一部でも見られる。ココナッツと米粉、砂糖か赤糖が用いられ、具材にバナナが足されることもある。たいていインドの収穫祭オナムの際に用意される。また、ケーララ州の寺院では、プラサーダ（聖なる食物）として信奉者に配られる。